# 挪威的英格麗德·亞歷山德拉公主
英格麗·亞莉珊德拉（挪威語：Ingrid Alexandra，2004年1月21日—），挪威公主，為哈康王储和梅特·玛丽特王储妃的長女，是繼其父之後的挪威王位第二繼承人。

## 生平
她的教母是瑞典維多利亞王儲。因为挪威在1990年修改法律，确定挪威王位继承男女平等，所以她的继承权被确定。她有一个弟弟斯维尔·马格努斯王子（Prince Sverre Magnus）。
2022年1月20日，公主訪問了挪威政府的三個部門；挪威最高法院、挪威議會和總理辦公室。這些訪問是英格麗德·亞歷山德拉公主在她18歲生日之前進行的一系列活動的一部分。她的父親哈康王儲在1991年自己18歲生日時也做了同樣的事情。在她1月21日生日那天，她與哈康王儲和祖父哈拉爾五世國王一起出席了國務委員會會議。隨後，挪威官員在王宮舉行了一系列祝賀代表團。公主收到了來自政府部門代表以及薩米議會、郡政府、外交使團、挪威國防軍和挪威教會的祝賀。中午時分響起禮炮以紀念英格麗德·亞歷山德拉的生日。

## 榮譽
- 挪威
  -  聖奧拉夫大十字勳章（英语：Order of St. Olav） (Grand Cross of the Royal Norwegian Order of St. Olav)

### 外国勋章奖章
- 丹麦
  -  大象勳章騎士 (Knight of the Order of the Elephant)[2]

- 冰島
  -  獵鷹大十字勳章（英语：Order of the Falcon） (Grand Cross of the Order of the Falcon)[3]